# Пространство Фока
Пространство Фока — алгебраическая конструкция из одночастичных гильбертовых пространств, используемая в квантовой теории поля для описания квантовых состояний переменного или неизвестного числа частиц. Названо в честь советского физика Владимира Александровича Фока.
Формально пространство Фока определяется прямой суммой подпространств тензорного произведения (тензорных степеней) одночастичных гильбертовых пространств
{\displaystyle F_{\nu }(H)=\bigoplus _{n=0}^{\infty }S_{\nu }H^{\otimes n}},
где Sν — оператор, который делает гильбертово пространство симметричным или антисимметричным в зависимости от того, описываются ли
бозонные (ν = +) или фермионные (ν = −) частицы; H — одночастичное гильбертово пространство, которое описывает квантовые состояния единичной частицы. Пространство Фока служит для описания квантовых состояний системы из n частиц или суперпозиции этих состояний. Состояния Фока — натуральный базис пространства Фока. (См. также Детерминант Слейтера.)

## Пример
{\displaystyle |\Psi \rangle _{\nu }=|\phi _{1},\phi _{2},\cdots ,\phi _{n}\rangle _{\nu }}
Здесь n — общее число частиц, причём первая из них имеет волновую функцию φ1, следующая φ2 и так далее до n-ной частицы, где φi представляет любую волновую функцию в гильбертовом пространстве с единичной частицей (H). Говоря об одной частице в состоянии φi, необходимо принять во внимание, что в квантовой механике одинаковые частицы неотличимы друг от друга, и в том же самом пространстве Фока они также будут идентичны (описания разных частиц проводят с помощью тензорных произведений соответствующего количества пространств Фока). Это сильнейшее утверждение в формализме Фока, из которого следует, что состояния по сути совершенно симметричны. Например, если состояние |Ψ>- фермионное, то оно будет равно нулю, если два или более φi равны, поскольку в соответствии с принципом Паули ни один из двух (или более) фермионов не может быть в одном и том же квантовом состоянии. Кроме того, все состояния идеально нормированы, что также следует из вышеизложенных соображений.
Полезный и удобный базис этого пространства — базис числа занятости частицами. Так, если |ψi> — базис H, то можно считать, что в этом пространстве n0 частиц в состоянии |ψ0>, n1 частиц в состоянии |ψ1>, …, nk частиц в состоянии |ψk>, то есть
{\displaystyle |n_{0},n_{1},\cdots ,n_{k}\rangle _{\nu },}
для каждого ni, где i принимает значения от 0 до 1 для фермионов и 0,1,2, … для бозонов.
Подобное состояние и называется состоянием Фока. Если понимать |ψi> как устойчивые состояния поля произвольных размеров, то есть строго определённого количества частиц, то пространство Фока определяется как довольно большой набор невзаимодействующих частиц. Самое обычное состояние представляет собой линейную суперпозицию состояний Фока.
Два оператора первостепенной важности здесь — операторы рождения и уничтожения, которые, действуя на пространстве Фока, добавляют и удаляют частицу с приписываемым ей квантовым состоянием. Они обозначаются соответственно {\displaystyle a^{\dagger }(\phi _{i})} и {\displaystyle a(\phi _{i})}, причём {\displaystyle \phi _{i}} относится к тому квантовому пространству {\displaystyle |\phi _{i}\rangle }, в которое частица добавляется или удаляется. Часто удобно работать с такими состояниями базиса пространства H, при которых эти операторы добавляют или удаляют ровно одну частицу в заданное пространство. Эти операторы также служат основой более общих операторов, действующих в пространстве Фока, таких как оператор числа частиц, задающий количество частиц в определённом состоянии {\displaystyle |\phi _{i}\rangle }, равное {\displaystyle a^{\dagger }(\phi _{i})a(\phi _{i})}.